# 11 juin dans les chemins de fer
11 mai 11 juillet
Chronologies thématiques
- Croisades
- Sports
- Disney

Cette page concerne les événements qui se sont déroulés un 11 juin dans les chemins de fer.

## Événements

### XIXesiècle
- 1842. France : loi relative à l'établissement des grandes lignes de chemin de fer en France, qui décide la construction d'un réseau de 2500 kilomètres de lignes, dont 7 axes rayonnant autour de Paris (l'« étoile de Legrand »), et définit le partage des tâches entre l'État (infrastructures), les compagnies concessionnaires (superstructures) et les départements et communes traversés (expropriations)[1].

- 1863. France : Convention entre le gouvernement et la compagnie du PO portant sur la concession des lignes de Tulle à Brive, Orsay à Limours, La Flèche à Aubigné, Châteaulin à Landerneau, Commentry à Gannat, Pithiviers à Malhesherbes, Pithiviers à Orléans par Neuville, et des embranchements de Cahors à la ligne Périgueux-Agen, de Villeneuve sur Lot à la ligne Périgueux-Agen, et du bassin d'Ahun à Aubusson.
- 1878. France : loi créant un emprunt public (rente 3 % amortissable en 75 ans) pour financer l'achèvement du réseau ferroviaire et la création du réseau de l'État.

### XXIesiècle
- 2008: La première rame MF 2000 de série entre en service sur la ligne 2 du métro de Paris.